# Горно Осеново
Вижте пояснителната страница за други значения на Осеново.
Го̀рно О̀сеново е село в Югозападна България. То се намира в община Симитли, област Благоевград.

## Население

### Етнически състав
Преброяване на населението през 2011 г.
Численост и дял на етническите групи според преброяването на населението през 2011 г.:
|                     | Численост |
| Общо                | 15        |
| Българи             | 14        |
| Турци               | -         |
| Цигани              | -         |
| Други               | -         |
| Не се самоопределят | -         |
| Неотговорили        | 1         |

## География
Село Горно Осеново е разположено на около 20 km западно от Благоевград. Село Горно Осеново се отличава с живописното си местоположение. При ясно време от селото има прекрасна гледка към Пирин.

## История
Горно Осеново е самостоятелно село от 1955 година, като дотогава е Горната махала на Долно Осеново.

## Редовни събития
Традиционен събор се организира на християнския празник Петдесетница и ден преди празника Свети дух. Всяка година около построения през 1925 година храм „Света Троица“ има благотворителен търг, на който се събират средства за поддържане на църквата. На традиционния майски събор в Горно Осеново идват и съседи от околните села.